# Усть-Сарапулка
Усть-Сарапу́лка (рос. Усть-Сарапулка) — присілок в Сарапульському районі Удмуртії, Росія.
Урбаноніми:
- вулиці — Вечтомова, Георгіївська, Зарічна, Західна, Камська, Луб'янська, Молодіжна, Нагірна, Нова, Праці, Шкільна

## Населення
Населення становить 622 особи (2010, 587 у 2002).
Національний склад (2002):
- росіяни — 80 %